# 4次元コースター

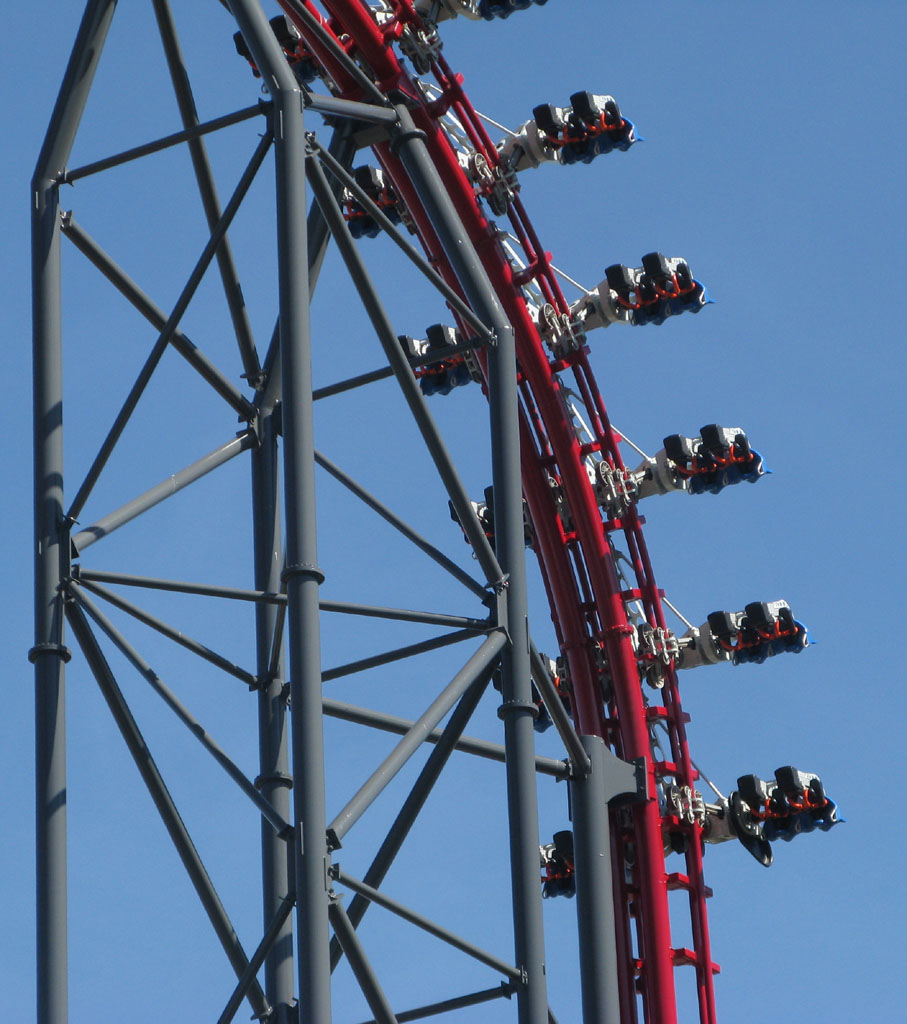
シックス・フラッグス・マジック・マウンテンのX2

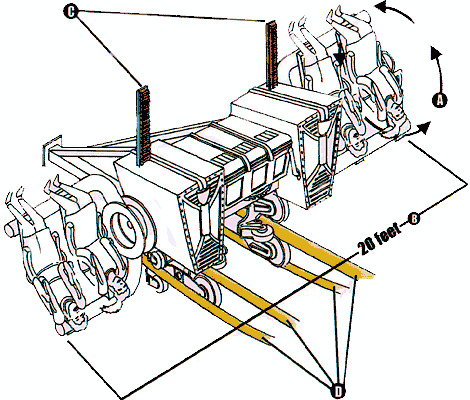
X2の座席の構造
A) 座席の回転方向
B) 車軸上の座席
C) ラック・ギア
D) レール(4本)

4次元コースター（4じげんコースター）とはローラーコースターの一種で、レールの挙動に関係なく、座席自体が独自に機械によって制御された回転運動をするもの。通常のコースターの3次元の動きに、新たに座席の回転が加わった事から名付けられた。
日本国内では富士急ハイランドが2006年に導入した「ええじゃないか」が第一号であり、2017年3月10日にはナガシマスパーランドに4Dスピンコースター 嵐（ARASHI）がオープンしている。
浜名湖パルパルの『メガコースター「四次元」』はこれとは別の種類である。

## 歴史
企業弁護士であったJohn F. Maresが1995年に4次元コースターの概念を発明し、回転シートシステムの技術に関する6つの米国特許を所持している(US Patent #'s 5,791,254, 6,098,549, 6,227,121, 6,386,115, 6,477,961 & 6,606,953)。2002年にアメリカのシックス・フラッグス・マジック・マウンテンにできた最初の4次元コースターX2はアラン・シルキーという人物により設計され特許を取得されている。2007年、IntaminはZacSpinという名前で4次元コースターの変種を発表している。

## 設計

### Arrow DynamicsとS&S Worldwide
Arrow Dynamicsは4次元コースターを製造した最初の企業である。lending its name to the ride style. このtrainは制御されたスピンで前後に360度回転することのできる座席を特徴としている。これは線路上に4本のレールを配置することにより実現されている。このうち内側2本は通常通り走行用で、外側2本は座席の回転を制御している。「Xレール」と呼ばれる座席の回転を制御する2つのレールは軌道に対して高さが異なり、ラック・アンド・ピニオン歯車機構を使用して回転させている。
最初に建設されたX²はプロトタイプであり、技術的困難と設計上の欠陥によりArrow Dynamicsとシックス・フラッグスは多額の費用がかかった。2002年、同パークはArrow Dynamicsを訴え、破産にいたった。以後ArrowはS&S Worldwideに買収され、同社のスチールコースター部門S&S Arrowとなった。2006年、日本の山梨県富士吉田市の富士急ハイランドに2番目の4次元コースターとなるええじゃないかがオープンした。2012年に3番目のDinocondaという名前のものがChina Dinosaurs Parkにオープンした。

### インタミン ZacSpin 第1世代
インタミンのZacSpinはArrow Dynamics 4th dimension roller coasterに対応して開発された。インタミンのものとArrow Dynamics/S&S Worldwideのものの主な違いは、座席の回転が制御されておらず毎回異なる乗り心地を生み出す、追加のレールを必要としない、2人乗りの座席が背中合わせになっているところである。しかし、これらの単車は乗車している人の周りを回転するのではなく背中からずっと後ろに離れた共通の点の周りを回転するため、乗車した人が不快感を訴える原因となった。もう1つの注目すべき違いは横方向の動きがないことである。すべての動きが2次元平面に制限されるという事実から4次元コースターと考えていないファンもいる。
フィンランドのヘルシンキのLinnanmäkiにあるKirnuは2007年シーズンにオープンし、このタイプの最初のものとなった。その年の後半にスペインのTerra MiticaにコンパクトなレイアウトにしたInfernoがオープンした。2009年、別の軌道レイアウトであるInsaneがグローナルンド遊園地にオープンした。2011年にアメリカ初のZacSpinであるGreen Lantern: First Flightアメリカのシックス・フラッグス・マジック・マウンテンにオープンした。これは同名のDCコミックスのスーパーヒーローをテーマとしており、Insaneと同じレイアウトである。

### S&S 4D Free Spin
2012年後半、S&S WorldwideがIntamin ZacSpinと同じような特徴を持つ4D Free Spinという新たな構想を発表した。各車両に2つの座席列があり、各列は独立に回転する。回転軸が乗客の質量中心にあるため、乗り心地が大幅に向上する。ZacSpinと同様、座席は自由に回転するが、いくつかのトラックセクションの間に磁石のシステムが制御された反転をさせる。最初に設置された4D Free Spinは2015年にSix Flags Fiesta Texasに設置されたBatman: The Rideである。

### インタミン ZacSpin 第2世代
2016年、インタミンが4D Free Spinのように独立して回転する2つの座席列と乗客の重心に回転軸を置き快適さを向上させることを特徴とする最新版を発表した。

## 反転のあいまいさ
これらのコースターの回転が記録を目的とした反転とみなせるのかどうかについてはジェットコースターのコミュニティにおいて多くの議論がある。ギネス世界記録では「足が頭よりも高い位置にくる事」が回転の定義となっており、ええじゃないかに14反転の記録を与えている。しかし、ジェットコースター・データベースのようなコースターに特化した記録媒体ではこの主張を認めておらず、「軌道」の反転のみを数え、イギリス・オルトンタワーズのThe Smilerに14反転の記録を与えている。

## 一覧
| 名称                        | 場所 | オープン年 | モデル                       | 状態             |        | 写真 |
| --------------------------- | --- | ---------- | ---------------------------- | ---------------- | ------ | ---- |
| Batman: The Ride            | Six Flags Fiesta Texas Six Flags Discovery Kingdom                                                                               | 2015 2019  | S&S Worldwide 4D Free Spin   | 運用中 工事中    | [ 10 ] |      |
| 嵐 (ARASHI)                 | ナガシマスパーランド | 2017       | S&S Worldwide 4D Free Spin   | 運用中           |        |      |
| The Joker                   | シックスフラッグス・グレート・アドベンチャー シックス・フラッグス・グレート・アメリカ Six Flags Over Texas Six Flags New England | 2016 2017  | S&S Worldwide 4D Free Spin   | 運用中           | [ 11 ] |      |
| Wonder Woman Coaster        | Six Flags México | 2018       | S&S Worldwide 4D Free Spin   | 運用中           | [ 12 ] |      |
| Dinoconda                   | China Dinosaur Park | 2012       | S&S Worldwide 4th Dimension  | 運用中           | [ 13 ] |      |
| ええじゃないか              | 富士急ハイランド | 2006       | S&S Arrow 4th Dimension      | 運用中           | [ 4 ]  |      |
| Green Lantern: First Flight | シックス・フラッグス・マジック・マウンテン                                                                                       | 2011       | インタミン ZacSpin           | 休止中、撤去予定 | [ 14 ] |      |
| Inferno                     | Terra Mítica | 2007       | インタミン ZacSpin           | 運用中           | [ 15 ] |      |
| Insane                      | グローナルンド遊園地 | 2009       | インタミン ZacSpin           | 運用中           | [ 16 ] |      |
| Kirnu                       | Linnanmäki | 2007       | インタミン ZacSpin           | 運用中           | [ 17 ] |      |
| X² かつてはX                | シックス・フラッグス・マジック・マウンテン                                                                                       | 2002       | Arrow Dynamics 4th Dimension | 運用中           | [ 3 ]  |      |